# 秘鲁青草茶

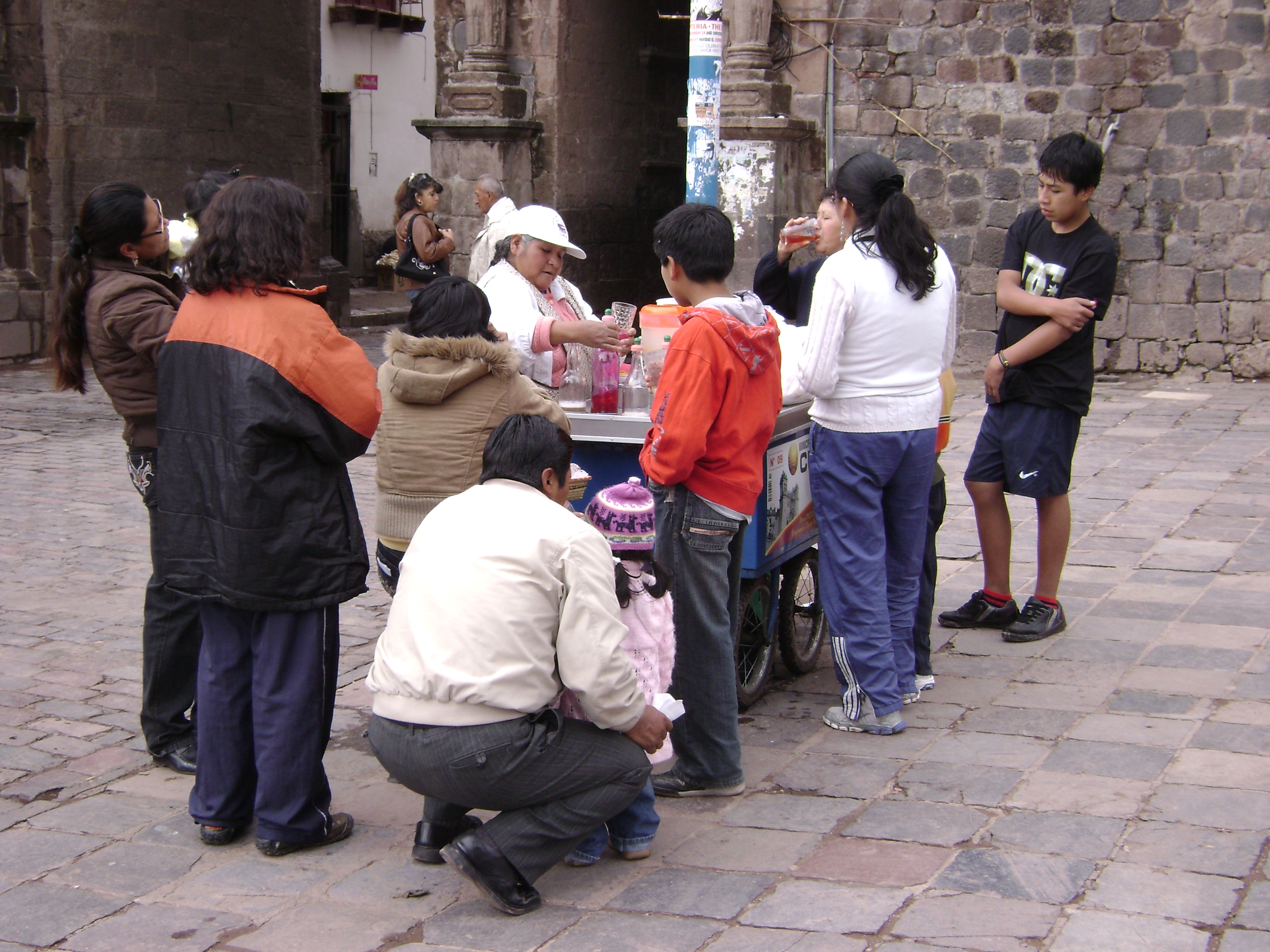
秘鲁庫斯科街头的青草茶商贩。

秘鲁青草茶（也作秘鲁润肤茶）是源自秘鲁的传统饮料，在玻利维亚、厄瓜多尔和哥伦比亚也可以找到。传统上在早晨或晚上饮用。对于消化系统、生殖系统、呼吸系统还有循环系统都有不同的医学特性。 

## 功能
青草茶是一种以烤大麦粒为基础，并加入草药提取物、糖和柠檬汁的饮料。药草中最常用的是马尾草、亚麻子、苜蓿、车前草和波尔多叶。
近年来，青草茶——尤其是在街头手推车上出售的青草茶——已经加入了更多的药用植物，这些植物因其特性被选用。这些植物有鉤藤、玛卡、珠子草、龙血、穆纳叶和芦荟。 一些青草茶的所谓“特别”还可能含有花粉、蜂蜜、角豆、玉米须、香料（如肉桂）和茶用水果（榅桲或菠萝）或土豆皮。

## 名称
秘鲁青草茶的西班牙语名称是Emoliente，也即润肤剂的意思。

## 参看
- 藜
- 玛卡
- 苋